# Rose Plumer
Pour les articles homonymes, voir Plumer (nom de famille).
Rose Plumer née le 19 janvier 1876 en Californie, morte le 3 mars 1955 à Hollywood, est une actrice américaine.

## Filmographie partielle
- 1931 : Frankenstein de James Whale
- 1932 : Law of the West de Robert N. Bradbury
- 1940 : Les Raisins de la colère (The Grapes of Wrath) de John Ford
- 1945 : Deanna mène l'enquête (Lady on a Train) de Charles David
- 1945 : La Rue rouge (Scarlet Street) de Fritz Lang
- 1946 : Duel au soleil (Duel in the Sun) de King Vidor
- 1947 : La Possédée (Possessed) de Curtis Bernhardt
- 1948 : La Fosse aux serpents (The Snake Pit) d'Anatole Litvak
- 1949 : Les Ruelles du malheur (Knock on Any Door) de Nicholas Ray
- 1955 : À l'est d'Éden (East of Eden) d'Elia Kazan